# Грегорі Ратофф
Григорій Васильович Ратов (Грегорі Ратофф, англ. Gregory Ratoff; 1897—1960) — американський режисер, актор і продюсер російського походження. Найбільш відомий роллю у фільмі «Все про Єву» (1950).

## Біографія
Народився 20 квітня 1897 року в Самарі (за іншими даними в Санкт-Петербурзі) в єврейській родині. Мати Софія померла в 1955 році у віці 78 років.
Брав участь у Першій світовій війні. Після Жовтневої революції родина переселилася до Франції. Вперше в США приїхав в 1922 році. Потім перебував в Росії, де одружився з російською акторкою Євгенії Леонтович в 1923 році (розлучилися в 1949 році). Повернувся в Сполучені Штати пасажиром рейса, який причалив до острова Елліс в липні 1925 року. У списку пасажирів він значився як Грегорі Ратов.
Зняв картину «Інтермеццо» (1939) з Інгрід Бергман і русофільський фільм «Пісня про Росію» (1944). Відомий також як один з двох продюсерів, вперше викупили у Яна Флемінга права на виробництво фільмів про Джеймса Бонда (другим був Майкл Гаррісон).
Помер від лейкемії 14 грудня 1960 року в швейцарському місті Золотурн. Його тіло було повернуто в США для поховання на кладовищі Маунт-Геброн у Флашингу, Нью-Йорк.

## Вибрана фільмографія
- 1936 — Король бурлеску / King of Burlesque — Колполпек
- 1950 — Все про Єву
- 1960 — Вихід / Exodus — Лакавіч